# Franz Schubert

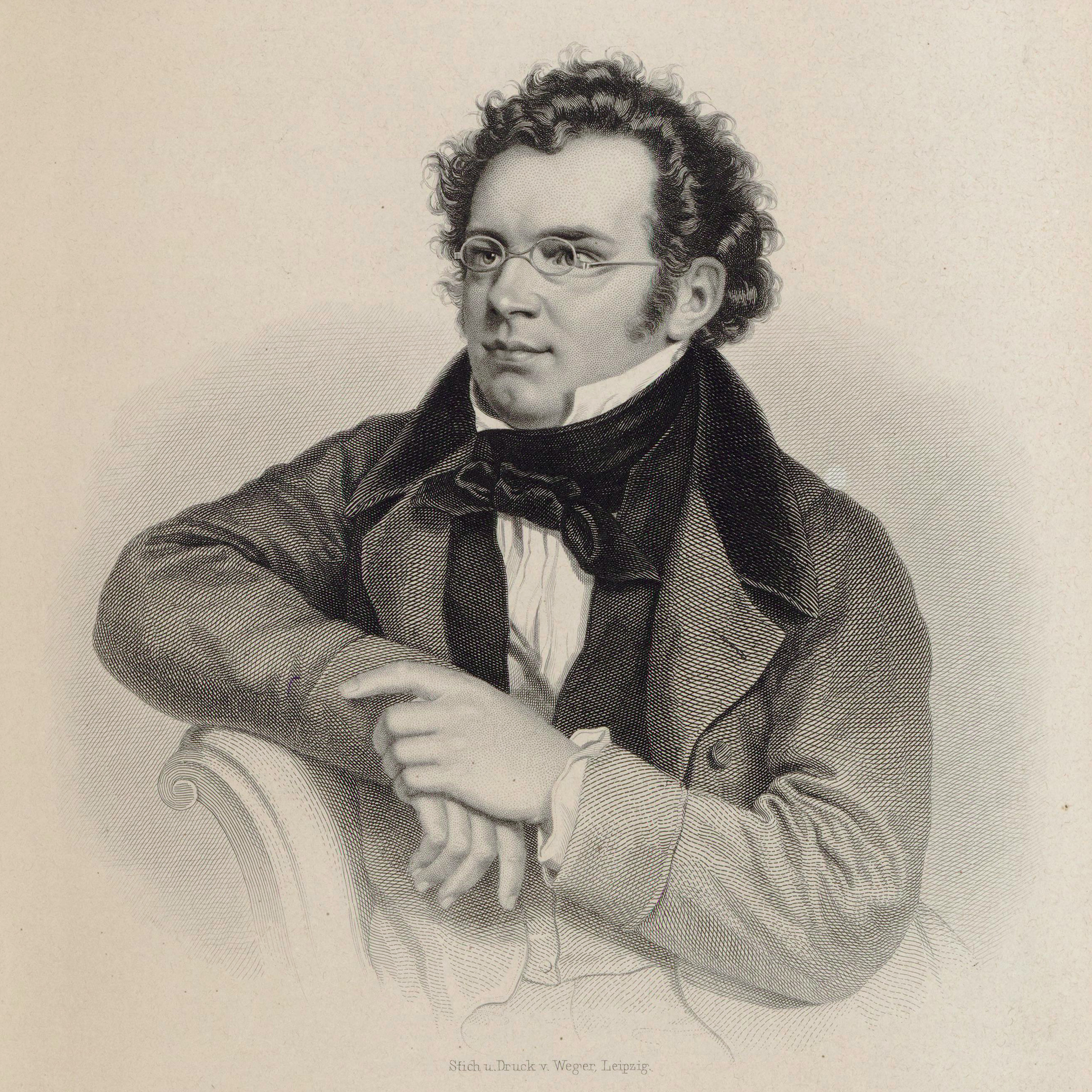
Franz Schubert

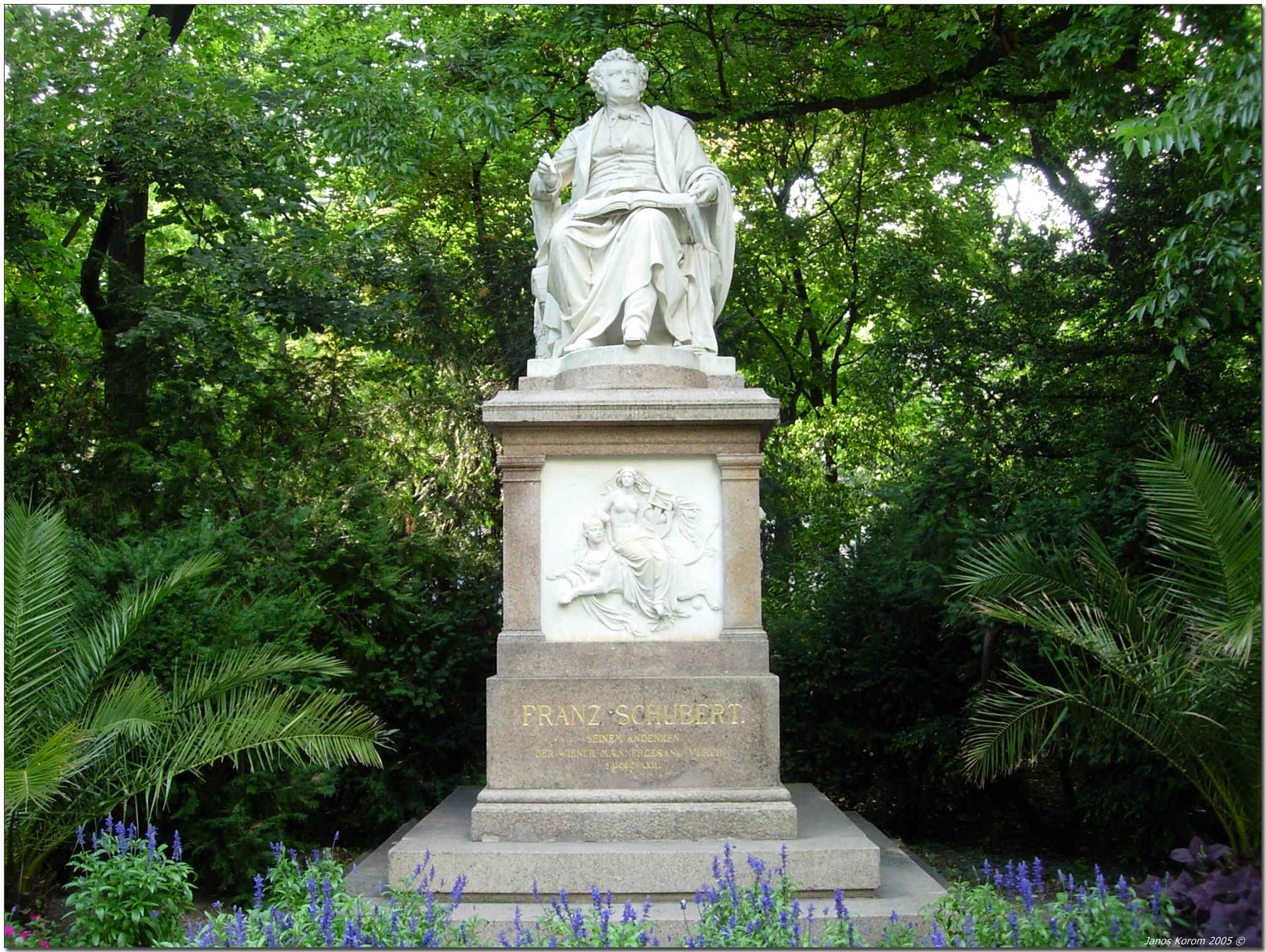
Monument van Schubert in het stadspark van Wenen

Franz Peter Schubert (Wenen, 31 januari 1797 – aldaar, 19 november 1828) was een Oostenrijks componist.
Hij stierf al op 31-jarige leeftijd, maar toch schreef Schubert meer dan duizend muziekstukken met bekende werken als Die schöne Müllerin en de Onvoltooide symfonie.

## Levensloop

### Jeugdjaren
Franz Schubert werd geboren in Himmelpfortgrund, een buitenwijk van Wenen, tegenwoordig Wien-Alsergrund, als zoon van een onderwijzer, die het met de zorg voor negentien kinderen uit twee huwelijken niet breed had. Toen Franzerl acht jaar was, begon zijn vader hem vioollessen te geven en zond hij hem voor zanglessen naar Michael Holzer. In de familiekroniek, die hij nog tot enige uren voor zijn dood had bijgehouden, schreef de vader van Schubert, dat Holzer hem meermalen met tranen in de ogen had verzekerd, dat hij nog nooit zo'n leerling had gehad: "Wanneer ik hem iets nieuws wilde bijbrengen, wist hij het al".
Franz zong zo mooi, dat hij werd aangenomen bij de Wiener Sängerknaben in de hofkapel. Hier kreeg hij onder meer les in harmonie van Antonio Salieri, die de hofkapelmeester was. Ook nadat hij inmiddels de baard in de keel had gekregen en het internaat had verlaten, waar hij wel had mogen blijven, gaf Salieri Franz nog jarenlang kosteloos les. Om de militaire dienst te ontlopen, werd hij hulponderwijzer aan de school van zijn vader.

### Componist
Nadat hij op 19 oktober 1814 zijn eerste lied Gretchen am Spinnrade had geschreven, ontwikkelde zijn compositorische vermogen zich geheel in 1815, het vruchtbaarste jaar van zijn leven. Vier opera's, twee symfonieën, 144 liederen (waaronder Erlkönig en Heidenröslein), twee missen, een strijkkwartet en twee pianosonates waren het resultaat.
In 1816 solliciteerde Schubert naar de betrekking van muziekleraar aan de normaalschool in Laibach. Hij wilde trouwen met zijn jeugdvriendin Therese Grob. Salieri schreef echter een koel getuigschrift, dat Schubert toevallig in handen kreeg. Daarop brak hij met Salieri en kwam er aan de lessen een einde. De sollicitatie liep op niets uit, waarschijnlijk, omdat hij geen les kon geven in het bespelen van alle blaasinstrumenten.
In de herfst van 1817 was de wettelijke termijn voorbij dat Schubert onder de wapenen geroepen kon worden. Meteen nam hij ontslag als hulponderwijzer. Hij moest nu in zijn onderhoud voorzien met het geven van muzieklessen. In de zomer van 1818 en in 1824 ging hij als pianoleraar met de familie van graaf Johann Karl Esterhazy mee naar hun landgoed in Hongarije. Aldaar genoot hij van de weinige zorgeloze maanden die zijn leven heeft gekend.
Eenmaal terug in Wenen woonde hij afwisselend bij vrienden. Hij componeerde dagelijks van 's morgens zes tot 's middags een uur, zonder een pauze in te lassen. 's Avonds trof hij zijn vrienden in het café. In 1820 werd voor het eerst een Singspiel van Schubert opgevoerd: Die Zwillingsbrüder. Men riep enthousiast om de componist, maar Schubert weigerde te verschijnen, omdat hij armoedig gekleed was.
Voor 1821 waren er slechts enkele liederen van Schubert gedrukt. In dat jaar zorgde zijn vriend Ignaz Sonnleithner ervoor dat een uitgave gereed kwam van een serie van zeventien afleveringen met liederen van Schubert, tegen intekening. Erlkönig verscheen als opus 1, zes jaar, nadat het gecomponeerd was. De kritiek was weliswaar verdeeld, maar de opbrengst zorgde ervoor dat Schubert zijn schulden kon afbetalen, ook door zuiniger te leven.

### Noodlot
Uit geldnood maakte Schubert de beslissing om bij de uitgever die de administratie van de liederen verzorgde, alle eigendomsrechten voor 800 gulden te verkopen. De opbrengst zou echter in twee jaar tweeduizend gulden bedragen hebben. 
Schubert werd ernstig ziek (waarschijnlijk): syfilis, wat hij naar vermoeden opliep bij prostituees die hij bezocht onder invloed van zijn vriend Franz von Schober en uit wanhoop over zijn tegenslagen. Uit deze tijd stammen zijn Rosamunde-muziek en de liederencyclus Die schöne Müllerin. Het grootste gedeelte hiervan werd in het ziekenhuis geschreven.
In 1824 huurde Schubert voor het eerst van zijn leven een eigen kamer, waardoor hij nog krapper in zijn financiën kwam te zitten. In 1825 werd hem een betrekking als tweede hoforganist aangeboden. Schubert sloeg het af met de mededeling: “De staat moet mij onderhouden, zodat ik vrij en zorgeloos kan componeren”. Mogelijk zag hij als schuchter mens tegen het proefspelen op, want een jaar nadien solliciteerde hij - tevergeefs - naar een baan als tweede hofkapelmeester. Wel werd er nu geregeld werk van hem gedrukt, zij het tegen heel erg lage honoraria.
In 1827 kwam de plaats vrij van kapelmeester aan het Kärntnertortheater. Wederom solliciteerde Schubert, maar door intriges mislukte het opnieuw. Het oordeel van Ludwig van Beethoven over Schuberts werk: “Waarlijk, in Schubert woont een goddelijke vonk”, veranderde niet veel aan Schuberts geestelijke gesteldheid op dat moment. Na de begrafenis van Beethoven gingen hij en zijn gezelschap naar het café. Bij de eerste dronk zei hij: “Op hem, die wij juist begraven hebben”, bij de tweede: “Op hem, die de volgende zal zijn”. Uit de liederencyclus Winterreise die rond deze tijd geschreven is, spreekt doodsverlangen.
De armoede die Schubert moest verduren werd steeds ondraaglijker. Wanneer hij zondags zijn ouders bezocht, bedelde hij bij zijn stiefmoeder om wat geld om te kunnen eten. Op 26 maart 1828 gaf Schubert op eigen risico een concert waar alleen werken van hem werden gespeeld. Het succes was groot. Van de opbrengst kocht Schubert een piano, nadat hij zo'n instrument jarenlang had moeten huren. Ook betaalde hij weer schulden af.

### Dood en begrafenis
Op 4 november 1828 ging Schubert naar Simon Sechter om zich in te laten schrijven als leerling in streng contrapunt, al voelde hij zich ziek. Een week later bleek hij tyfus te hebben, waaraan hij na een zware doodsstrijd op 31-jarige leeftijd overleed. Franz Grillparzer, een bekend Oostenrijks dichter, stelde zijn grafschrift op: “De dood begroef hier een rijk bezit, doch nog schoner verwachtingen”.
Schubert werd vlak bij Beethoven begraven, op de begraafplaats van de Weense voorstad Währing. In 1872 is in het Wiener Stadtpark een monument voor Schubert opgericht, ontworpen door de Oostenrijkse beeldhouwer Carl Kundmann (1838-1919). In 1888 zijn Schuberts stoffelijke resten overgebracht naar een eregraf op de Wiener Zentralfriedhof.
Zijn geboortehuis is als Schubertmuseum ingericht. In het Schubert-Sterbehaus in Wenen worden herinneringen aan zijn laatste levensjaren bewaard. In Tübingen is in 1963 een Internationale Schubert-Gesellschaft opgericht, die zich ten doel heeft gesteld een nieuwe complete uitgave van zijn werk uit te brengen.

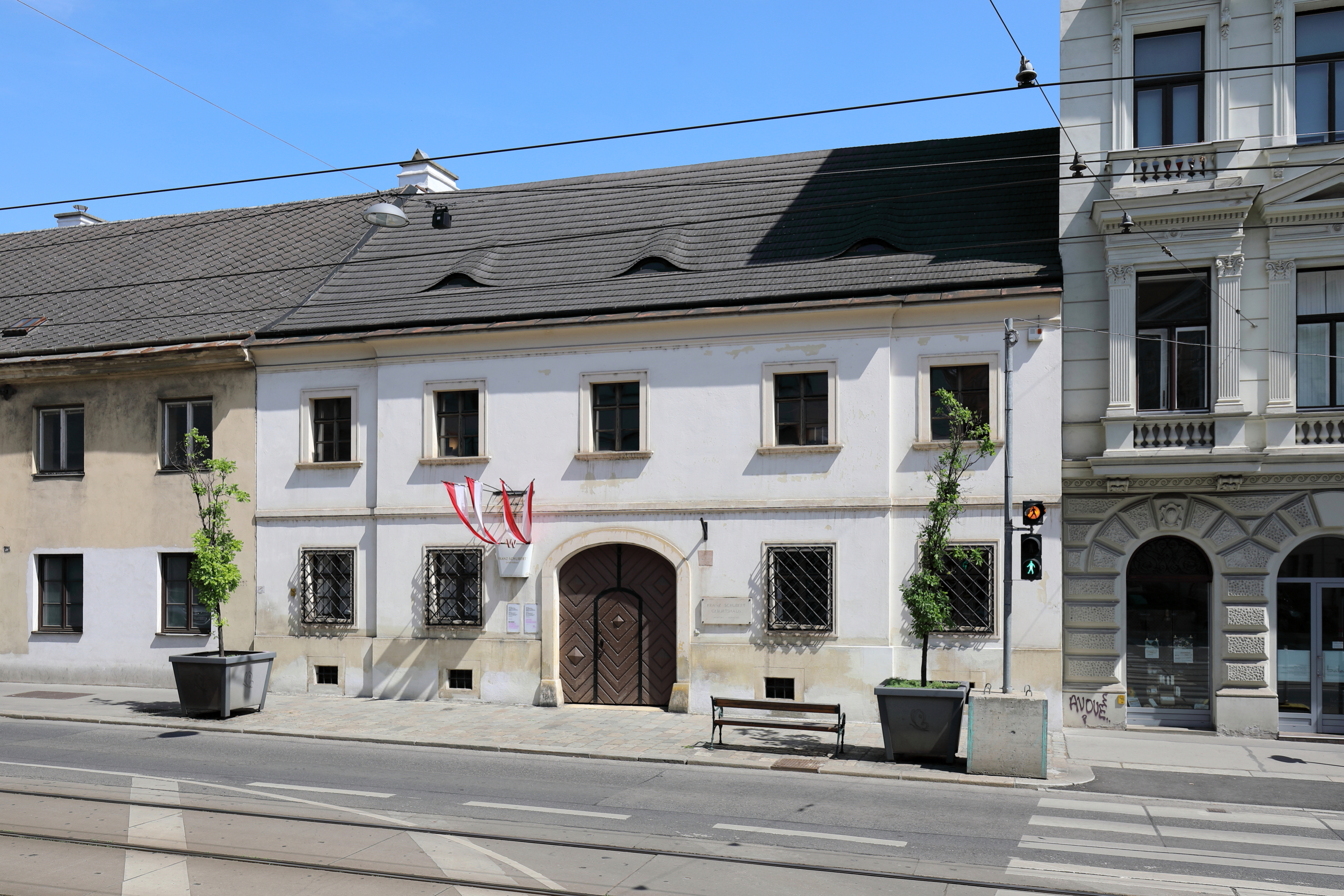
Het geboortehuis van Schubert - nu: Nußdorfer Straße 54 in het 9e district van Wenen (Alsergrund).
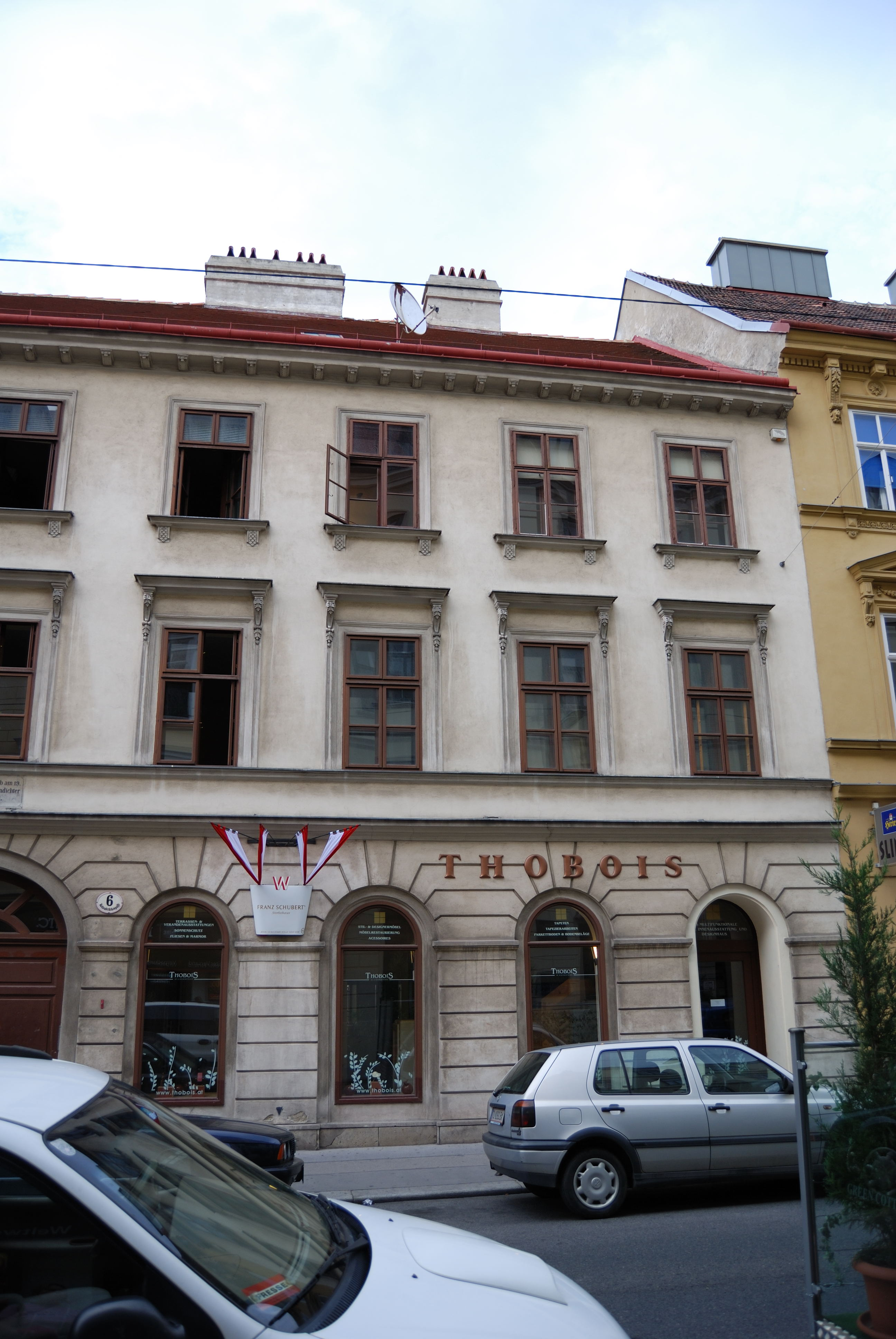
Het huis waar Schubert is overleden
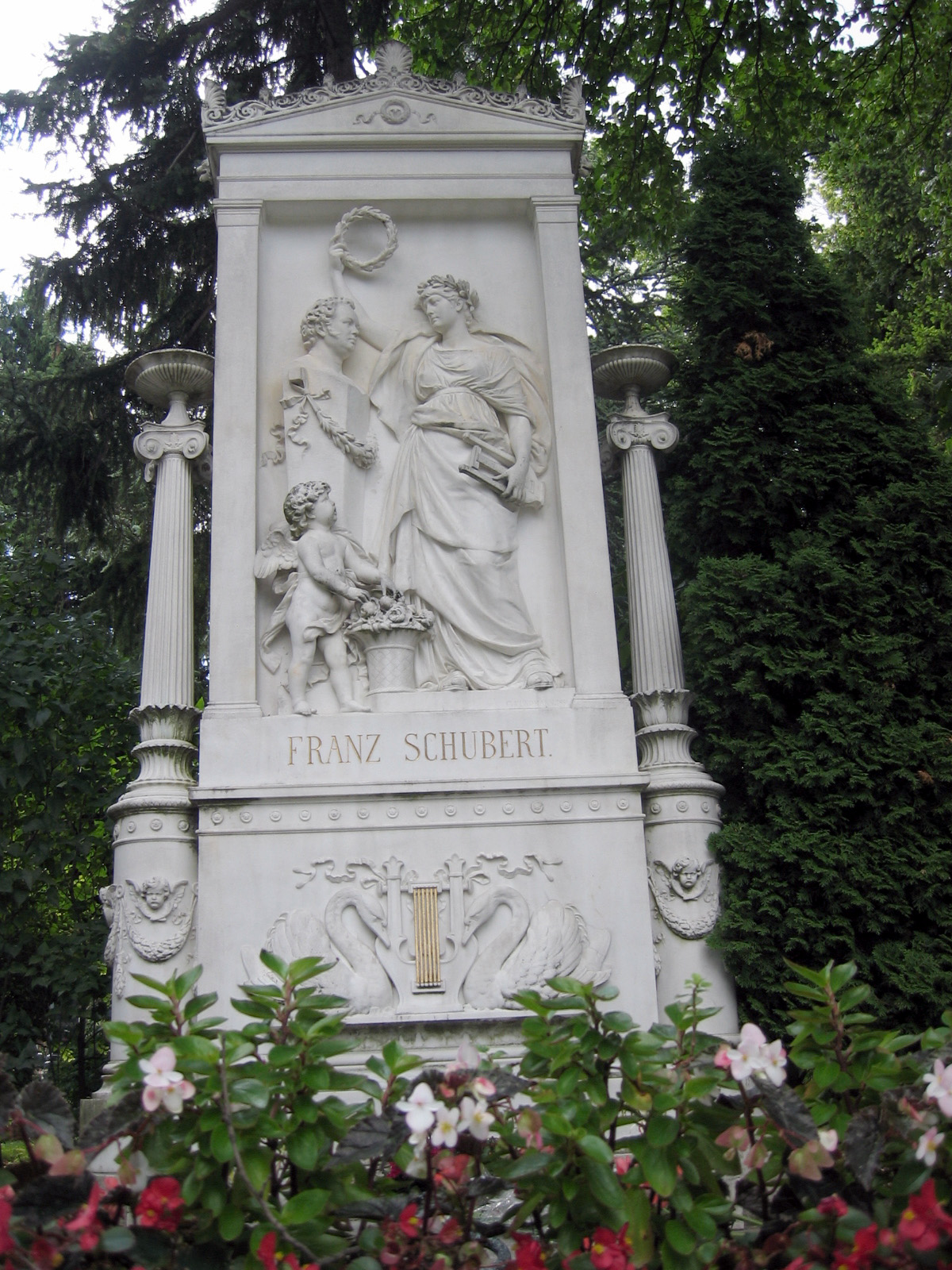
Het graf van Schubert op de centrale begraafplaats in Wenen
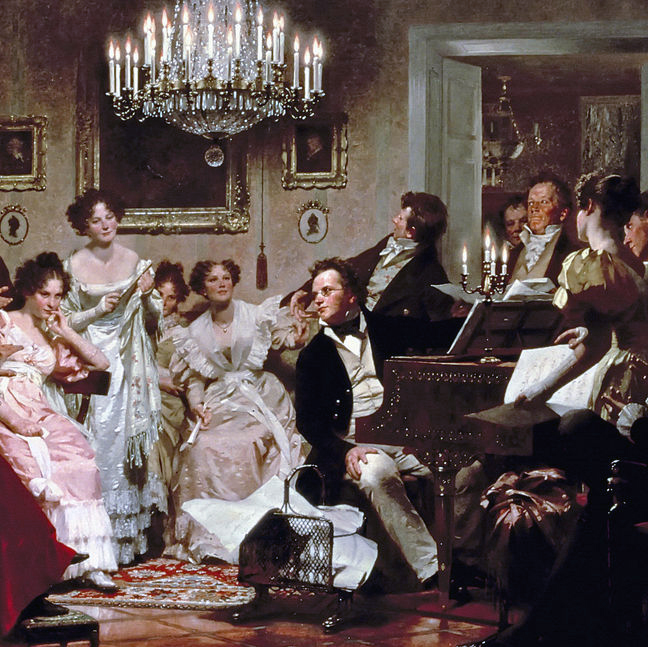
Schubertiade - postume weergave van Julius Schmid

## Deutsch-indeling
Volgens de chronologische ordening van al Schuberts werken door Otto Erich Deutsch schreef hij 988 stukken waaronder 8 symfonieën, 10 ouverturen en andere orkestwerken, 15 strijkkwartetten, 3 pianotrio's, 31 dansen voor piano, 7 missen, 46 werken voor mannenkoor, 567 liederen met pianobegeleiding, impromptu's en moments musicaux voor piano solo, en 36 solozangstukken. Schubert schreef zo'n zeshonderd liederen, waarvan slechts vijftig tot honderd echt bekend zijn geworden.

## Zie ook

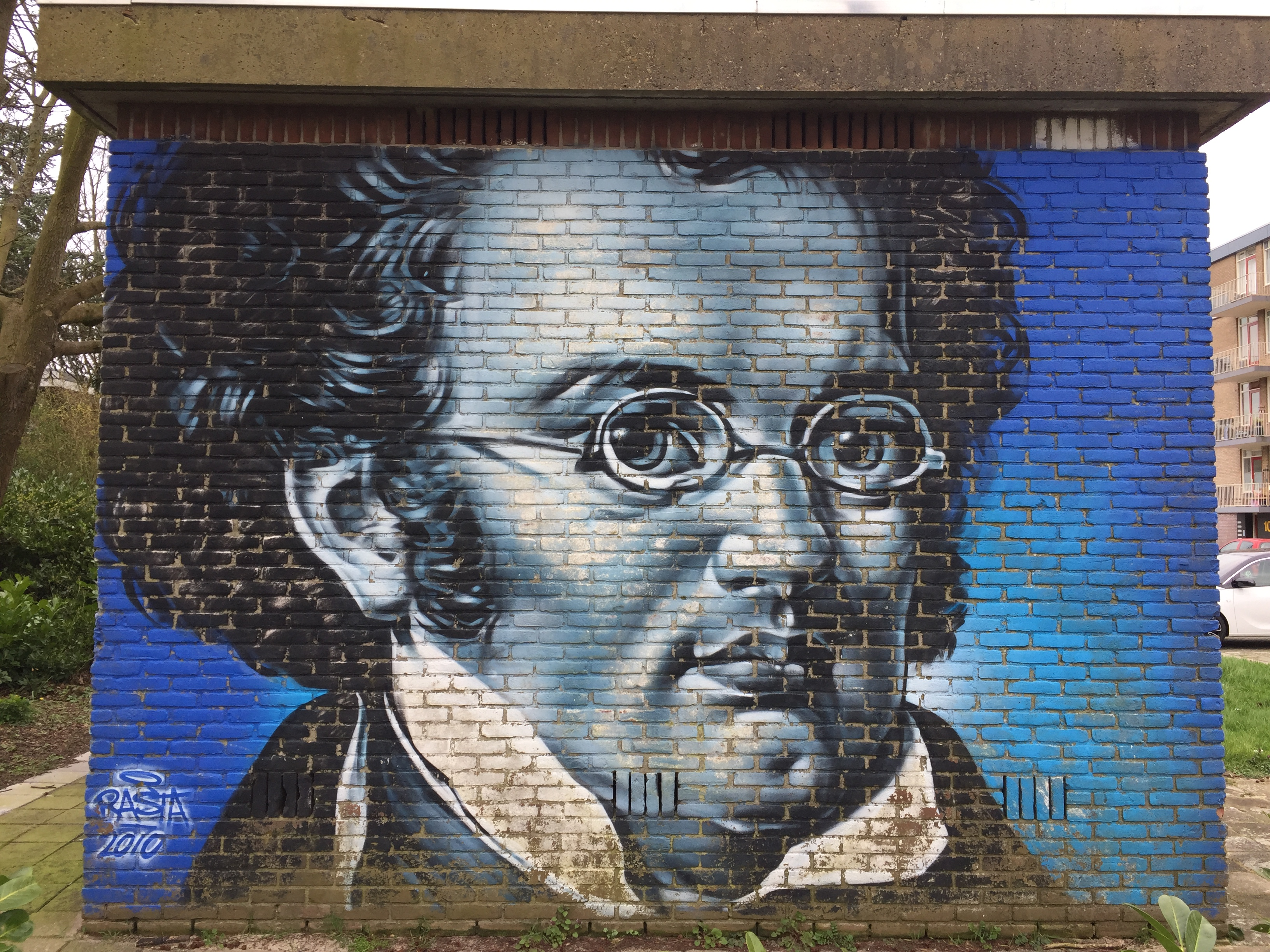
Schubert (graffiti Leiden)